# Butylhydroxyanisol
Butylhydroxyanisol (BHA) je syntetický antioxidant využívaný v potravinářském nebo kosmetickém průmyslu. Spotřebitelé ho v potravinách najdou jako přídatnou látku pod kódem E 320.
Setkat se s ním můžeme především v olejích a tucích rostlinného i živočišného původu, v nichž zabraňuje procesu žluknutí. Kromě toho butylhydroxyanisol obsahují též některé dehydrované potravinové produkty a žvýkačky. Možné je též proniknutí této látky do potravin z jejich obalů.
Je považován za endokrinní disruptor. Mezinárodní agentura pro výzkum rakoviny (IARC) ho zařadila mezi podezřelé karcinogeny do skupiny 2B.